# Libčice (Nechvalice)
Libčice jsou malá vesnice, část obce Nechvalice v okrese Příbram ve Středočeském kraji. Nachází se asi jeden kilometr jihovýchodně od Nechvalic. Vesnicí protéká Počepický potok. Je zde evidováno 15 adres. V roce 2011 zde trvale žilo 21 obyvatel.
Libčice leží v katastrálním území Libčice u Nechvalic o rozloze 1,6 km².

## Historie
První písemná zmínka o vesnici pochází z roku 1398.

## Obyvatelstvo
| Rok            | 1869 | 1880 | 1890 | 1900 | 1910 | 1921 | 1930 | 1950 | 1961 | 1970 | 1980 | 1991 | 2001 | 2011 | 2021 |
| -------------- | ---- | ---- | ---- | ---- | ---- | ---- | ---- | ---- | ---- | ---- | ---- | ---- | ---- | ---- | ---- |
| Počet obyvatel | 79   | 87   | 93   | 88   | 86   | 66   | 64   | 49   | 44   | 35   | 21   | 14   | 16   | 21   | 32   |
| Počet domů     | 11   | 11   | 12   | 13   | 12   | 12   | 14   | 14   | 14   | 12   | 9    | 13   | 13   | 13   | 15   |

## Pamětihodnosti
- Usedlost čp. 9